# Fumika
fumika（フミカ、1989年12月16日 - ）は、日本の女性歌手。長崎県長崎市女の都生まれ、福岡県福岡市早良区育ち。血液型A型。所属レコードレーベルはよしもとミュージック。

## 略歴
幼少の頃は子役としてミュージカルに出演していたが、中学生のときにデスティニーズ・チャイルドの「Survivor」を聴いたことがきっかけで歌手を志す。その後、2010年5月まで音楽塾ヴォイスに通う。
2010年、クリエイター集団agehaspringsが全面協力し、プロデュースを手掛けた「レコチョクオーディション」に光井芙美香名義で参加し、1万人の中からグランプリに輝いた。同年9月1日からオーディションのグランプリ曲「天国のドア」の配信を開始する。その後、名義をfumikaと改め、11月24日に配信限定曲「snowflakes」でメジャー・デビューを果たす。
2011年6月8日、シングル「アオイトリ」でアリオラジャパンからCDデビュー。この年、計2枚のシングルを発売した。
2012年1月5日、歌手として初めて全日本大学サッカー選手権大会に登場し、歌唱パフォーマンスを披露する。同年、涙を題材とした「涙ソング3部作」をリリースすると発表、第1弾はシングル「隣にいたかった feat. WISE」、続いて第2弾もシングル「その声消えないよ feat. Sunya」をリリース。加えて、涙ソング3部作とは別にシングル「海風のブレイブ」をリリース し、合計3枚のシングルを発売した。
2013年2月6日には初のアルバム『POP SISTER』をリリース。「涙ソング3部作」の第3弾となる「旅立ちのベル feat. 福田桃代」を含む全14曲を収録した。
2月23日には初のワンマンライブを開催。
2013年10月23日、レコード会社移籍後初となるシングル「Feel It」をリリース。

## 人物

### 趣味
趣味はヒトカラ。また、ダンスも好きで、3歳からジャズダンスを習い始め、高校時代はダンス部の部長を務めていた。
化粧やファッションにも関心が高く、SNSなどで度々あげている。特に化粧についてはプチプラコスメとハイブランドコスメのミックスメイクが好きらしい。なお、化粧を始めたきっかけについては、芝居の経験から芽生えた「変身願望」であったとしている。

### 交友関係
グラビアアイドルの小池唯とはプライベートでも親交がある。また、バドミントン選手の藤井瑞希とは「戦友」と呼び合う間柄である。

### 結婚
2024年6月17日、結婚・妊娠を発表。
2024年12月15日、第一子を出産

## 音楽性
影響をうけたアーティストとアルバムは、シンディ・ローパーと彼女のアルバム『Twelve Deadly Cyns... and Then Some』。
小柄な体躯から放たれる、パワフルな歌声が特徴。fumikaの楽曲制作を手掛けるクリエイター集団・agehaspringsからは「スタンダードなジャズやソウルから最新のJ-POPまで完璧に歌いこなしつつ、アカペラでもコードが伝わるほど完成度の高いボーカル」と評されている。本人は「バラードが好き」と発言しており、その理由として声の出しやすさや気持ちよさを挙げている。
本人曰く「歌詞や発言に温かみがあって、人の心に寄り添えるアーティスト」を志向しており、そのため、自身の作品には一貫して明るい部分があるという。

## ディスコグラフィ

### シングル
| 枚   | 発売日         | タイトル                                       | 規格品番   | 規格品番   | 規格品番   | 最高位 |
| 枚   | 発売日         | タイトル                                       | 初回限定盤 | 通常盤     | 期間限定盤 | 最高位 |
| ---- | -------------- | ---------------------------------------------- | ---------- | ---------- | ---------- | ------ |
| 1st  | 2011年6月8日   | アオイトリ                                     | BVCL-222/3 | BVCL-224   | BVCL-225   | 50位   |
| 2nd  | 2011年9月28日  | たいせつな光                                   | BVCL-261/2 | BVCL-263   |            | 50位   |
| 3rd  | 2012年6月27日  | 隣にいたかった feat. WISE                      | BVCL-350/1 | BVCL-352   | 142位      |        |
| 4th  | 2012年9月26日  | その声消えないよ feat. Sunya                   |            | BVCL-423   | 圏外       |        |
| 5th  | 2012年11月7日  | 海風のブレイブ                                 | BVCL-441   | BVCL-442   | 64位       |        |
| 6th  | 2013年10月23日 | Feel It                                        | YRCN-90223 | YRCN-90224 |            | 160位  |
| 7th  | 2014年1月29日  | 泣きたい僕ら                                   | YRCN-90225 | YRCN-90226 | 167位      |        |
| 8th  | 2014年4月30日  | Endless Road                                   |            | YRCN-90227 | 73位       |        |
| 9th  | 2014年8月6日   | 消せない約束                                   | YRCN-90238 | YRCN-90237 | 73位       |        |
| 10th | 2015年11月11日 | Story/akari                                    |            | YRCN-90250 | 110位      |        |
| 11th | 2016年11月23日 | You're my Hero/FIGHTER                         | YRCN-90262 | YRCN-90263 | 116位      |        |
| 12th | 2017年7月12日  | あなたのいない、この世界で。/DANGEROUS feat.RG |            | YRCN-90273 | 62位       |        |
| 13th | 2017年11月29日 | 花束に込めて                                   | YRCN-90279 | 91位       |            |        |

### 配信限定シングル
| 枚   | 配信リリース日 | タイトル               | レーベル           |
| ---- | -------------- | ---------------------- | ------------------ |
| 1st  | 2018年11月28日 | 冬物語                 | YOSHIMOTO MUSIC    |
| 2nd  | 2019年7月3日   | アマリリス             | YOSHIMOTO MUSIC    |
| 3rd  | 2019年8月14日  | ピリッと大スキ♡        | YOSHIMOTO MUSIC    |
| 4th  | 2019年10月1日  | んなら、またね。       | ADK Creative One   |
| 5th  | 2020年1月15日  | Free feat. MOP of HEAD | YOSHIMOTO MUSIC    |
| 6th  | 2020年4月10日  | ハピバ!                | ADK WONDER RECORDS |
| 7th  | 2021年12月16日 | あかね空               | YOSHIMOTO MUSIC    |
| 8th  | 2022年3月25日  | ボクとキミを繋ぐモノ   | YOSHIMOTO MUSIC    |
| 9th  | 2023年6月21日  | MY LIFE - Hello Again  | YOSHIMOTO MUSIC    |
| 9th  | 2023年6月21日  | きっと、ずっと。       | YOSHIMOTO MUSIC    |
| 10th | 2023年9月27日  | Ring The Bell          | YOSHIMOTO MUSIC    |
| 11th | 2023年12月6日  | ぬくもり               | YOSHIMOTO MUSIC    |

### アルバム
| 枚  | 発売日         | タイトル       | 規格品番       | 規格品番   | 最高位 |
| 枚  | 発売日         | タイトル       | 初回生産限定盤 | 通常盤     | 最高位 |
| --- | -------------- | -------------- | -------------- | ---------- | ------ |
| 1st | 2013年2月6日   | POP SISTER     | BVCL-490/1     | BVCL-492   | 83位   |
| 2nd | 2015年1月28日  | POWER OF VOICE |                | YRCN-95244 | 96位   |
| 3rd | 2018年11月14日 | COVER LIFE     |                | YRCN-95296 | 163位  |
| 4th | 2019年10月23日 | VARIOUSELF     | YRCN-95312     | YRCN-95313 | 110位  |

### 名曲カバープロジェクト
| 枚  | 発売日        | 発売日                 | タイトル                            |
| 枚  | LINE MUSIC    | 各ダウンロードサービス | タイトル                            |
| --- | ------------- | ---------------------- | ----------------------------------- |
| 1st | 2018年5月2日  | 2018年5月16日          | アンマー／かりゆし58                |
| 2nd | 2018年5月23日 | 2018年6月6日           | ありがとう／いきものがかり          |
| 3rd | 2018年6月20日 | 2018年7月4日           | 100万回の「I love you」／Rake       |
| 4th | 2018年6月27日 | 2018年7月11日          | 鱗／秦基博                          |
| 5th | 2018年7月18日 | 2018年8月1日           | ベイビー・アイラブユー／TEE         |
| 6th | 2018年7月25日 | 2018年8月8日           | 海の声／浦島太郎（桐谷健太）        |
| 7th | 2018年8月8日  | 2018年8月22日          | secret base～君がくれたもの～／ZONE |
| 8th | 2018年8月22日 | 2018年9月5日           | 夏の終わり／森山直太朗              |

## タイアップ
| 楽曲                                      | タイアップ |
| ----------------------------------------- | --- |
| アオイトリ                                | テレビ東京系アニメ『BLEACH』27代目エンディング・テーマ                                                                         |
| たいせつな光                              | 20世紀フォックス配給映画『はやぶさ/HAYABUSA』主題歌                                                                            |
| たいせつな光                              | tvk『saku saku』2011年9月度エンディング・テーマ                                                                                |
| たいせつな光                              | テレビ東京系『DANCE@TV』2011年10月度エンディング・テーマ                                                                       |
| navigation                                | PSP用ゲーム『グランナイツヒストリー』 TVCMソング                                                                               |
| Change the world                          | JR東日本 旅行パック「TYO」 TVCMソング                                                                                          |
| Baby Blossom                              | 日本工学院専門学校 TVCMソング                                                                                                  |
| 終わらない花                              | 静岡銀行 TVCM ソング |
| 1000000カラット                           | WOWOW『陸上ワールドツアー ダイヤモンドリーグ』イメージソング                                                                   |
| その声消えないよ feat. Sunya              | 日本テレビ系『ゲーマーズTV 夜遊び三姉妹 〜今夜も上上下下左右左右BA〜』2012年9月度エンディング・テーマ                          |
| Superstar                                 | フジテレビ系『なまうま』エンディング・テーマ                                                                                   |
| 海風のブレイブ                            | フジテレビ系アニメ『ROBOTICS;NOTES』エンディング・テーマ                                                                       |
| 時を越えて                                | 九州国立博物館「ベルリン国立美術館展」タイアップソング                                                                         |
| 旅立ちのベル feat. 福田桃代               | 日本テレビ系『ハッピーMusic』POWER PLAY                                                                                        |
| Round and Round                           | 東映配給映画『恋する歯車』主題歌                                                                                               |
| Feel It                                   | TBSテレビ『もてもてナインティナイン』エンディングテーマ                                                                        |
| Feel It                                   | ABCマート 半期決算夏物大処分セール CMソング                                                                                    |
| Feel It                                   | スペースワールドCMソング |
| Feel It                                   | 北海道文化放送『タカトシ牧場』エンディングテーマ                                                                               |
| Feel It                                   | 熊本朝日放送『パチプレTV-R』エンディングテーマ                                                                                 |
| Feel It                                   | サンテレビ『笑い飯のおもしろテレビ』エンディングテーマ                                                                         |
| Feel It                                   | ニコニコ生放送『ファミ通LIVE』エンディングテーマ                                                                               |
| Feel It                                   | 大分朝日放送『SOLD OUT』10月度POWER PLAY                                                                                       |
| Feel It                                   | RKB毎日放送『チャートバスターズR!』10月度MONTHLY POWER PUSH ARTIST                                                             |
| 泣きたい僕ら                              | 読売テレビ・日本テレビ系テレビドラマ『慰謝料弁護士〜あなたの涙、お金に変えましょう〜』主題歌                                   |
| Endless Road                              | マイナビウエディング TVCMソング                                                                                                |
| 消せない約束                              | 東海テレビ制作・フジテレビ系テレビドラマ『碧の海〜LONG SUMMER〜』主題歌                                                        |
| akari                                     | UR都市機構 九州支社 CMソング                                                                                                   |
| You're my Hero                            | スタンドイン配給映画「TOKYO CITY GIRL-2016- 『幸せのつじつま』」主題歌                                                         |
| あなたのいない、この世界で。              | 読売テレビ『にけつッ!!』6-7月エンディングテーマ                                                                                |
| あなたのいない、この世界で。              | FM-FUJI 7月度パワープレイ「SOUND FOREST」                                                                                      |
| DANGEROUS feat. RG                        | CROSS FM 7月度後半「green recommend」                                                                                          |
| 愛されたくて                              | 関西テレビ放送『雨上がりのナニモン!?』7-9月エンディングテーマ                                                                  |
| 花束に込めて                              | FUKUOKA Christmas Market 2017 テーマソング                                                                                     |
| 紡ぎノ島                                  | RKB毎日放送「神宿る島」宗像・沖ノ島と関連遺産群 世界遺産登録記念ドラマ『あなたがここにいるだけで〜むなかた三姉妹物語〜』主題歌 |
| 冬物語                                    | FUKUOKA Christmas Market 2018 テーマソング                                                                                     |
| 無理かもって思ったら それより先に進めない | スペシャルドラマ「TSUNAガール」主題歌                                                                                          |
| アマリリス                                | 株式会社ネスト「ネストピア」CMソング                                                                                           |
| ピリッと大スキ♡                           | 九州朝日放送『博多明太！ぴりからこちゃん』後期エンディングテーマ                                                               |
| ピリッと大スキ♡                           | テレビせとうち『ピリッとサタデー』オープニングテーマ                                                                           |
| んなら、またね。                          | 西日本シティ銀行 15周年ありがとうキャンペーン♪ CMソング                                                                        |
| フレー！フレー！キミ                      | フジテレビ「ジャンクSPORTS」エンディングテーマ                                                                                 |
| フレー！フレー！キミ                      | スポーツライブ+ 「HAWKS プロ野球中継2020」CM前ジングル                                                                         |
| Starlight                                 | FUKUOKA Christmas Market 2019 テーマソング                                                                                     |
| FIGHTER                                   | スポーツライブ+ 「HAWKS プロ野球中継2020」中継テーマ曲                                                                         |
| Better                                    | 読売テレビ「浜ちゃんが！」エンディングテーマ                                                                                   |
| ボクとキミを繋ぐモノ                      | BSよしもと開局記念ドラマ「ファーストステップ～世界をつなぐ愛のしるし～」                                                       |
| ボクとキミを繋ぐモノ                      | BSよしもと開局1周年記念ドラマ「ファーストステップ2～世界をつなぐ勇気の言葉～」                                                 |
| My Life –Hello Again-                     | BSよしもと「ワシんとこ・ポスト」テーマ曲                                                                                       |

## ミュージック・ビデオ
| 監督          | 曲名 |
| 内野政明      | 「snowflakes」 |
| 大橋洋生      | 「Endless Road」 |
| セキ★リュウジ | 「たいせつな光（なでしこVer.）」                                                                                          |
| 瀬里義治      | 「Baby Blossom」「その声消えないよ feat.Sunya」「旅立ちのベル feat.福田桃代」「隣にいたかった feat.WISE」（出演：小池唯） |
| 千葉崇志      | 「海風のブレイブ」 |
| 戸塚富士丸    | 「消せない約束」 |
| 松本卓也      | 「ドアの向こうへ」（出演：松原夏海）                                                                                      |
| MRCO          | 「泣きたい僕ら」 |
| 宮坂和幸      | 「たいせつな光」「アオイトリ」                                                                                            |
| 不明          | 「Story」（出演：井上裕介 from NON STYLE）                                                                                |
| 向井智洋      | 「誰より好きなのに」 |

## 出演

### テレビ
- レコ☆Hits!（NTV）（2010年11月23日・12月21日・2012年3月20日）
- 読モ!（NTV）（2011年2月26日）
- 魁!音楽番付 Eight（CX）（2011年6月8日・2014年2月5日・5月7日）
- ライブB（TBS）（2011年6月28日・2014年8月26日）
- DANCE@TV（TX）（2011年9月30日・10月7日）
- 流派-R（TX）（2012年12月28日）
- ケンコバがイク!ちゅらイイGIRLS UP!ステージ in沖縄国際映画祭（TBS）（2013年4月3日）
- ミュージックドラゴン（NTV）（2014年4月25日）
- 関ジャニの仕分け∞ 2時間スペシャル（テレビ朝日）（2014年5月3日 - ）
- えりぬきアイドルがその場で調べるニュースの結論（略して）バラ売り（kawaianTV）（2016年6月18日）
- 今夜、誕生!音楽チャンプ（テレビ朝日）（2017年11月19日、26日＝第1回歌唱チャンプ準優勝）
- ～ザ・トーナメント～2017年ものまね日本一が今夜決まる!（NTV）（2017年12月5日、歌まね軍団として、冬に聴きたくなる歌をチョイス。広瀬香美「ゲレンデがとけるほど恋したい」をものまねした）
- ものまねグランプリ～男芸人VS女芸人 怒涛のガチバトルSP～（NTV）（2018年5月22日、ものまね歌姫軍団としてYUKI「JOY」をものまねした）

### ラジオ
- CROSS FM「fumika Happy School Radio」（2011年4月2日 - 2013年3月25日、ナビゲーター）
- KBCラジオ 「ABC-MART presents fumikaのnanika ～マジックボイス～」（2014年4月 - 2018年3月）
- FM NACK5「まーちゅん・fumikaの真夜中のウイウイ」（2014年9月5日 - 2017年3月31日、『FANTASY RADIO』内[注 2]、小笠原茉由と共演）
- FM FUJI 「Music Spice!」（2014年10月1日 - 2019年9月25日）
- KBCラジオ 「マイナビ presents fumika わたしナビ」（2018年4月8日 - 2018年12月30日）
- KBCラジオ 「長浜横丁居抜き屋もう一頂！」（2018年5月5日、『スナックふみか』ママ役、コンバット満客役）
- KBCラジオ 「QTnet presents fumikaのヒカリ☆」（2019年1月6日 - 2021年3月28日）
- FMヨコハマ「Loco Spirits!」（2019年10月4日 - 2023年9月29日）
- KBCラジオ 「黒伊佐錦 presents fumika のしょちゅ・girl」（2021年4月4日 - ）

### インターネット配信
- インターネットラジオ ソラトニワ 「fumikaのHappy School Radio NEO」 （2013年4月 -2015年3月 ）
- YouTube配信 「まーちゅん・fumikaの真夜中のウイウイ 公式YouTubeチャンネル」（2014年9月5日 - 2017年3月31日）

### 舞台
- ライオンキング（劇団四季）[1]

## ライブ

### ワンマンライブ
- 2013年 - fumikaの出張ブロードウェイ
- 2013年02月09日 - 「POP SISTER」発売記念イベント
- 2013年02月23日 - fumika 1st ワンマンLIVE 『LIVE POP SISTER ! !』
- 2013年10月 - 福岡「Feel It」リリース記念イベント
- 2014年 - fumikaの出張ブロードウェイシーズン2
- 2014年02月 - 「泣きたい僕ら」発売記念イベント
- 2014年04月〜05月 - 「Endless Road」Release Ivent
- 2014年07月〜08月 - fumika INSTORE LIVE(FREE)
- 2014年08月 - Single「消せない約束」Release Special Ivent
- 2014年09月・11月 - fumika Free Live
- 2015年01月 - Free Live
- 2015年01月・02月 - 『POWER OF VOICE』発売イベント
- 2015年03月 - fumika Free Live
- 2015年02月21日 - fumika POWER OF VOICE 2015～九州 TOUR～初日・長崎編～
- 2015年02月28日 - fumika POWER OF VOICE 2015～九州 TOUR～熊本編～
- 2015年03月06日 - fumika POWER OF VOICE 2015～九州 TOUR～FINAL 福岡編～
- 2015年06月07日 - fumika POWER OF VOICE 2015～九州TOUR ～福岡編・追加公演～
- 2015年07月21日 - fumika POWER OF VOICE 2015～九州TOUR 〜東京編・追加公演〜
- 2015年08月・09月・10月 -fumika Free Live
- 2015年11月 - 「Story / akari」発売記念イベント
- 2015年12月11日 - fumika PERFECT IMPRESSION TOUR〜THE 1st IMPRESSION at 大阪南堀江Knave〜
- 2016年03月29日 - fumika PERFECT IMPRESSION TOUR〜THE FINAL IMPRESSION at 福岡国際会議場〜
- 2018年10月05日 - fumicover at 自由が丘マッカートニー
- 2019年02月24日 - fumicover vol.2 at 東京倶楽部目黒店
- 2019年04月14日 - fumicover vol.3 at 渋谷PLUG
- 2019年06月01日 - fumicovor vol.4 at よしもと天神ビブレホール
- 2019年07月13日 - fumicover vol.5 at よしもと天神ビブレホール
- 2021年12月21日 - fumika 10周年記念 SPECIAL PREMIUM LIVE 「Reuion」at 中目黒 楽屋
- 2022年07月18日 - Hallo Again! at eplus LIVING ROOM CAFE & DINING
- 2022年09月22日 - fumika プレミアム・ファンミーティングvol.1(「Hallo Again!」アフターパーティー) at 音部屋スクエア
- 2022年10月25日 - over the moon at ブルース・アレイジャパン
- 2022年12月25日 - オーマイクリスマス at レソラNTT夢天神ホール
- 2023年07月04日 - We’ll see! ～配信シングルリリースパーティー～ ツーマンライブ with erica  at 440(four forty)
- 2024年07月14日 - fumika ONE-MAN LIVE「緑光」at ROOMS
- 2024年09月29日 - fumika ONE-MAN LIVE「Last Order」at ABSOLUTE BLUE